# Chad Hundeby
Chad Hundeby (1971/1972-Tustin, California, 12 de junio de 2021) fue un nadador estadounidense especializado en pruebas de larga distancia en aguas abiertas, donde consiguió ser campeón mundial en 1991 en los 25 km en aguas abiertas.

## Carrera deportiva
En el Campeonato Mundial de Natación de 1991 celebrado en Perth (Australia), ganó la medalla de oro en los 25 km en aguas abiertas, con un tiempo de 5:01:45 segundos, por delante del italiano Sergio Chiarandini  (plata con 5:03:18 segundos) y del australiano David O'Brien  (bronce con 5:08:53 segundos).
En 2012 fue elegido miembro del Salón de la Fama de la Natación Internacional.